# 加多姆斯基环形山
加多姆斯基环形山（Gadomski）是月球背面北半部一座古老的大撞击坑，约形成于39.2-38.5亿年前的酒海纪，其名称取自波兰天文学家扬·加多姆斯基（Jan Gadomski，1889年-1966年），1970年被国际天文学联合会正式批准接受。

## 描述

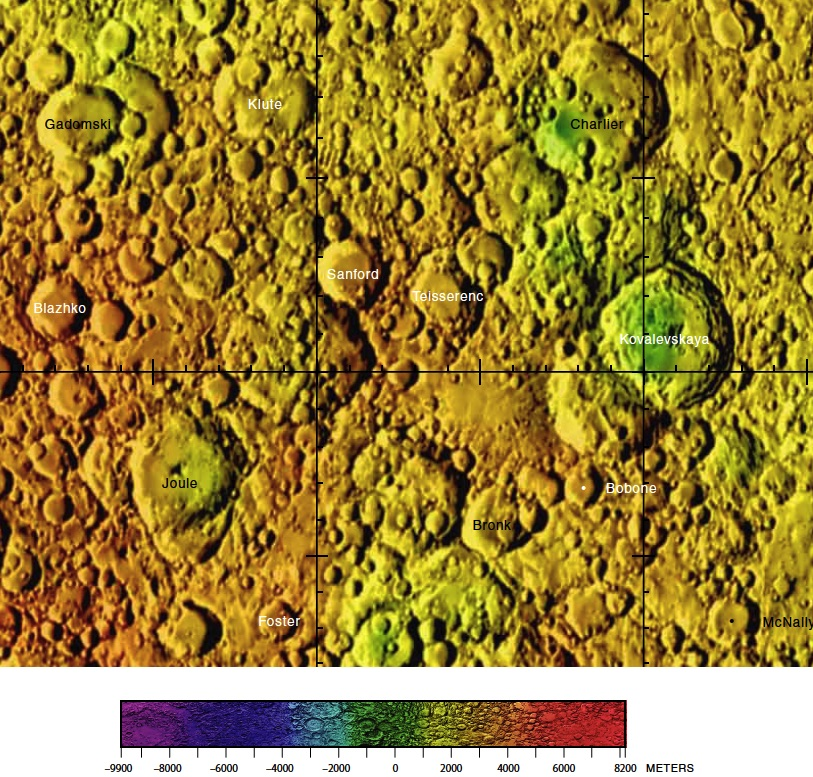
加多姆斯基环形山的周边，月球背面区域详图。

该陨坑西北毗邻库利克环形山、北面靠近福勒环形山、东面毗邻福勒环形山，冯·蔡佩尔环形山及克卢特环形山分别坐落在它的东北和东侧、东南和西南分别坐落了桑福德环形山和叶夫多基莫夫陨石坑、它的南面则横亘了布拉日科环形山。
该陨坑中心月面坐标为36°13′N 147°22′W / 36.21°N 147.36°W，直径65.66公里，深度约2.74公里。
加多姆斯基环形山外观轮廓大体圆状，西南侧略微外凸，从中心点至东侧壁一侧几乎整个坐落在东侧一座更大、更古旧的无名残迹坑内。同月球上多数陨石坑一样，它的坑壁也已被后续撞击坑侵蚀、更改。沿南侧边缘横跨了二座相连的小陨坑，东侧壁也略微切入进一座小陨坑，而西北侧则与卫星坑加多姆斯基 X相接壤。

加多姆斯基环形山坑壁平均高出周边地形1250米，内部容积约3754立方千米。坑内地表较为平坦，表面散布有许多细小的撞击坑穴。

## 卫星陨石坑
按惯例，最靠近加多姆斯基环形山的卫星坑将在月图上以字母标注在它的中心点旁边.

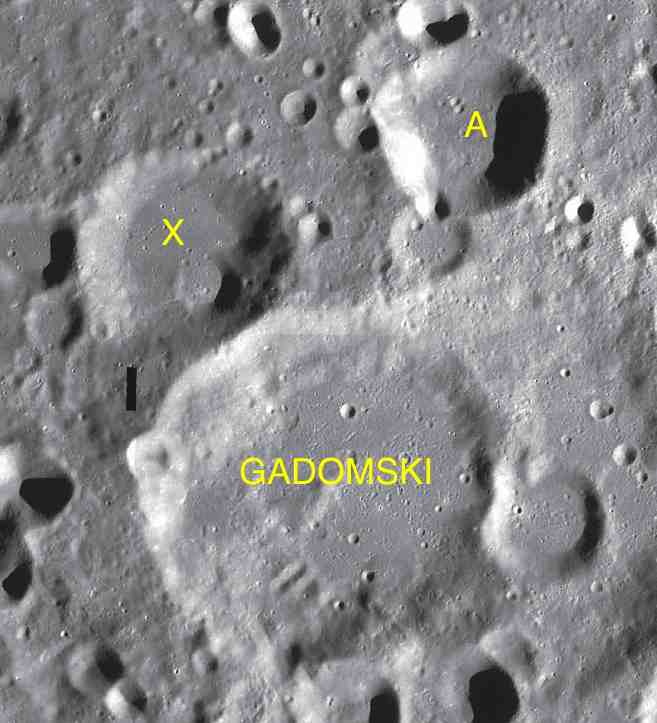
LAC-34 区域图

| 加多姆斯基 | 纬度    | 经度     | 直径    |
| ---------- | ------- | -------- | ------- |
| A          | 38.6° N | 145.9° W | 32 公里 |
| X          | 37.8° N | 148.3° W | 35 公里 |

- 卫星坑加多姆斯基 X约形成于酒海纪[1]

## 参引资料
1. 1 2 3 4 5  Lunar Impact Crater Database
2. ↑   (PDF).   [2017-03-19]. （原始内容存档 (PDF)于2016-12-27）.
3. ↑   (PDF).   [2017-03-19]. （原始内容存档 (PDF)于2016-12-27）.
4. ↑  .   [2017-03-19]. （原始内容存档于2018-06-23）.

## 另请参阅
- Andersson, L. E.; Whitaker, E. A. . NASA RP-1097. 1982.
- Blue, Jennifer. . USGS. July 25, 2007  [2007-08-05]. （原始内容存档于2012-04-08）.
- Bussey, B.; Spudis, P. . New York: Cambridge University Press. 2004. ISBN 978-0-521-81528-4.
- Cocks, Elijah E.; Cocks, Josiah C. . Tudor Publishers. 1995. ISBN 978-0-936389-27-1.
- McDowell, Jonathan. . Jonathan's Space Report. July 15, 2007  [2007-10-24]. （原始内容存档于2012-05-26）.
- Menzel, D. H.; Minnaert, M.; Levin, B.; Dollfus, A.; Bell, B. . Space Science Reviews. 1971, 12 (2): 136–186. Bibcode:1971SSRv...12..136M. doi:10.1007/BF00171763.
- Moore, Patrick. . Sterling Publishing Co. 2001. ISBN 978-0-304-35469-6.
- Price, Fred W. . Cambridge University Press. 1988. ISBN 978-0-521-33500-3.
- Rükl, Antonín. . Kalmbach Books. 1990. ISBN 978-0-913135-17-4.
- Webb, Rev. T. W.  6th revised. Dover. 1962. ISBN 978-0-486-20917-3.
- Whitaker, Ewen A. . Cambridge University Press. 1999. ISBN 978-0-521-62248-6.
- Wlasuk, Peter T. . Springer. 2000. ISBN 978-1-85233-193-1.